# Ex chiesa di San Francesco (Como)
L' ex chiesa di San Francesco, oggi conosciuta come Spazio culturale Antonio Ratti, era un edificio di culto cattolico situato poco fuori dal lato meridionale delle mura di Como, all'incirca a metà strada tra Porta Torre e la Torre di San Vitale.

## Storia
Una primitiva chiesa, dedicata a Francesco d'Assisi, sarebbe stata costruita nel 1230, su impulso di Sant'Antonio da Padova. Le più antiche attestazioni dell'esistenza dell'edificio religioso risalgono tuttavia al 1252. Otto anni più tardi, durante il capitolo generale di Narbona, la chiesa comasca di San Francesco venne elevata al rango di custodia della provincia francescana milanese. La chiesa, che internamente si presentava come un edificio a navata singola terminante in un'abside rettilinea, faceva parte di un complesso conventuale comprensivo di un chiostro e di alcuni edifici ove soggiornò anche San Bernardino da Siena. Alcuni interventi di ristrutturazione comportarono un riorientamento dell'edificio religioso, con l'abside rivolto verso sud. Tutto il complesso venne demolito tra il 1527 e il 1528, per ordine dello spagnolo Pedro Arias, mandato con i suoi soldati a Como da Antonio de Leyva nell'ambito delle lotte per il controllo del Ducato di Milano.
In seguito riedificata, nel corso dei secoli la chiesa andò incontro a numerosi rimaneggiamenti, tra i quali l'aggiunta di un portico in stile tuscanico (XVI secolo) e la costruzione di un'abside poligonale (intorno al 1730).
Dopo essere stato sconsacrato, nel 1798 l'edificio venne requisito dai soldati di Napoleone Bonaparte, i quali convertirono la struttura in un magazzino che, nel 1810, divenne di pertinenza dell'attigua caserma napoleonica, ricavata negli spazi fino ad allora occupati dal convento (anch'esso confiscato).
Al posto dell'ex-convento, definitivamente demolito a partire dal 1966, venne costruito l'attuale tribunale cittadino. Destino diverso toccò alla ex-chiesa, ristrutturata dal Comune di Como nel corso degli anni ’70 del Novecento e successivamente adibita a spazio culturale per esposizioni temporanee.
Dal 2010, lo spazio culturale è intitolato ad Antonio Ratti.
Nel corso della seconda metà del secondo decennio del XXI secolo, la gestione del porticato della ex-chiesa è stata più volte al centro di controversie e dibatti politici, per via della frequente occupazione da parte di senza fissa dimora. In questo contesto si inserì il servizio di assistenza ai clochard portato avanti da don Roberto Malgesini  , il quale , assieme a Padre Roberto Rota fu multato per aver prestato soccorso alle persone bisognose .

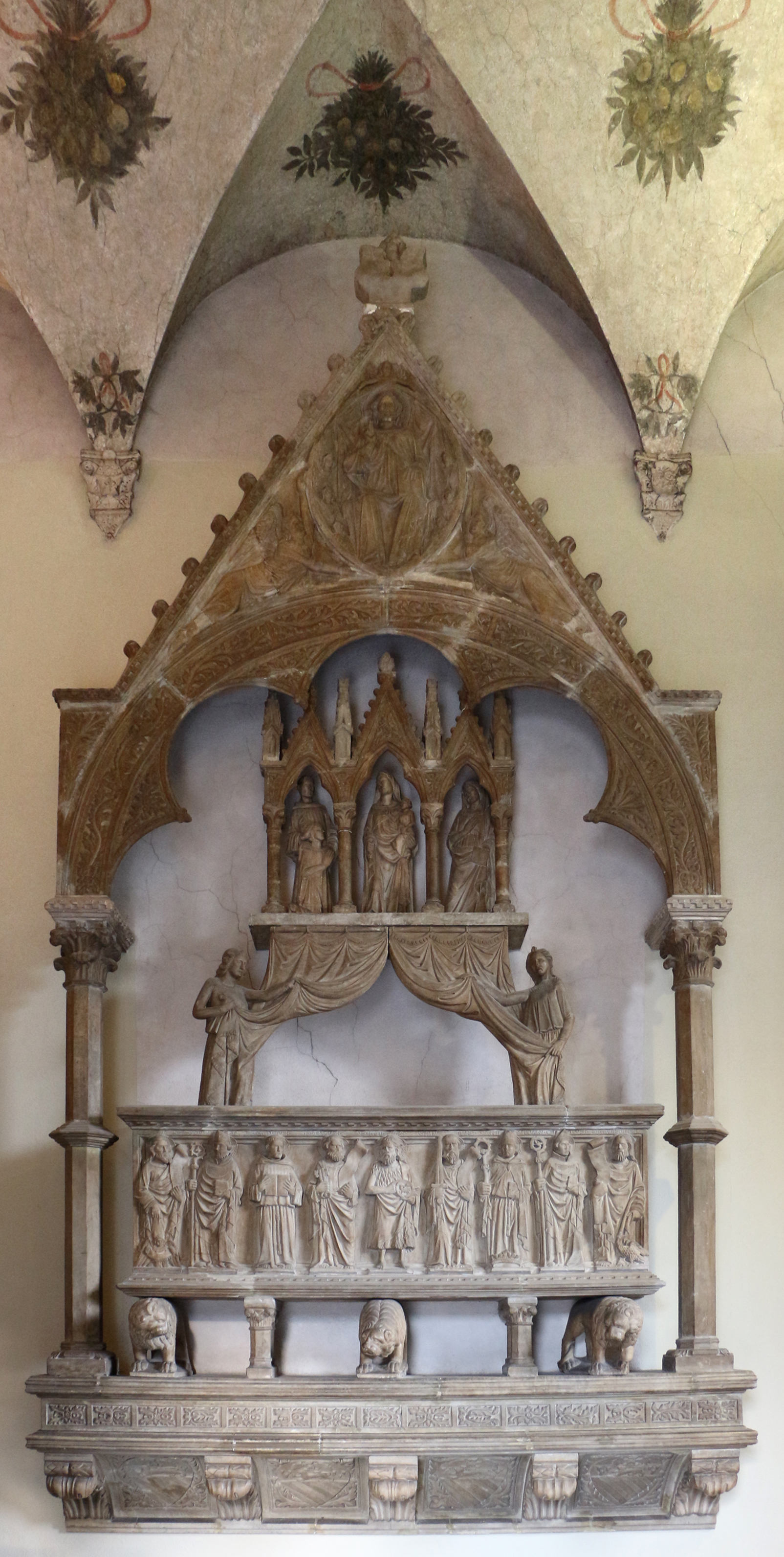
Maestro toscano, mausoleo Rusca, (1350 c.ca)

## Descrizione

### Esterni
Lungo il perimetro dell'edificio è possibile riscontrare alcuni elementi già appartenenti alla vecchia chiesa medievale: la facciata conserva ancora feritoie romaniche, mentre sui fianchi si osservano alcune tamponature realizzate in cotto, materiale che si ritrova anche in ciò di che resta di alcune arcate situate in fondo all’attuale abside. Il perimetro dell’originale abside rettilinea è invece evidenziato da alcuni elementi marmorei incastonati nel pavimento.

### Interni
Dotata di cappelle probabilmente già a partire dal XIV secolo, la chiesa disponeva di un presbiterio dominato da un mausoleo gotico della famiglia Rusca. A seguito della sconsacrazione della chiesa, tale manufatto venne collocato dapprima nella Villa Raimondi di Gironico, e poi, nel 1881, presso il Castello Sforzesco di Milano, dove è tuttora conservato.
L'edificio, destinato all'esposizione di mostre temporanee, conserva al suo interno resti di affreschi: quelli conservati nelle cappelle sono databili al XVI secolo, mentre quelli nell'abside e XVIII. Questi ultimi dipinti sono attribuiti a Carlo Innocenzo Carloni, presunto autore anche dell'affresco sovrastante il coro. Agli angoli delle cappelle, le aree sottostanti le volte a crociera ospitano alcune mensole in stile gotico, anch'esse facenti parte della vecchia chiesa medievale.